# 17 tháng 10
Ngày 17 tháng 10 là ngày thứ 290 (291 trong năm nhuận) trong lịch Gregory. Còn 75 ngày trong năm.

## Sự kiện
- 1604 - Nhà thiên văn học Johannes Kepler quan sát một ngôi sao trong chòm sao Xà Phu, về sau được gọi siêu tân tinh Kepler.
- 1448 - Trong Trận Kosovo, đội quân chủ yếu là người Hungary của John Hunyadi chiến bại trước quân Ottoman dưới quyền Sultan Murad II.
- 1610 - Louis XIII của Pháp đăng quang tại Reims.
- 1806 - Hoàng đế Jacques I của Haiti bị ám sát gần Port-au-Prince.
- 1887 - Liên bang Đông Dương được thành lập với bốn thành viên ban đầu là Bắc Kỳ, Trung Kỳ, Nam Kỳ và Campuchia.
- 1907 - Lương Khải Siêu triển khai đại hội thành lập "Chính văn xã" tại Tokyo, Nhật Bản nhằm ủng hộ chế độ quân chủ lập hiến tại Trung Quốc.
- 1943 - Đường sắt Miến Điện được hoàn thành, tuyến đường được Đế quốc Nhật Bản xây dựng trong Chiến tranh thế giới thứ hai với thiệt hại cao về nhân mạng.
- 1967 - Trong Chiến tranh Việt Nam, Quân Giải phóng miền Nam giành thắng lợi trước Quân đội Hoa Kỳ trong trận Ông Thành.
- 1990 - Hòa ước chính thức kết thúc Nổi dậy Sarawak tại Malaysia được ký kết tại thủ phủ Kuching.
- 2003  - Tháp nhọn được lắp đặt trên nóc tòa nhà Đài Bắc 101 tại Đài Loan, khiến tòa nhà này vượt qua Petronas Towers tại Malaysia để trở thành tòa nhà cao nhất thế giới đương thời.
- 1979 - Mẹ Têrêsa được trao giải Nobel Hòa bình do những hoạt động nhằm đấu tranh vượt qua nghèo khó tại Ấn Độ.
- 2002 - Cố Tổng thống Iraq - Saddam Hussein xóa nợ cho Việt Nam

## Sinh
- 1892 – Theodor Eicke, viên chức chính phủ Đức Quốc xã (m. 1943)
- 1892 – Herbert Howells, nhà soạn nhạc Anh (m. 1983)
- 1898 – Shinichi Suzuki, giáo viên dạy violon Nhật Bản (m. 1998)
- 1898 – Simon Vestdijk, nhà văn Hà Lan (m. 1971)
- 1900 – Jean Arthur, nữ diễn viên người Mỹ (m. 1991)
- 1902 – Irene Ryan, nữ diễn viên người Mỹ (m. 1973)
- 1903 – Nathanael West, nhà văn người Mỹ (m. 1940)
- 1906 – Paul Derringer, cầu thủ bóng chày người Mỹ (m. 1987)
- 1908 – Red Rolfe, cầu thủ bóng chày người Mỹ (m. 1969)
- 1912 – Giáo hoàng Gioan Phaolô I, (m. 1978)
- 1912 – Jack Owens, ca sĩ / nhạc sĩ người Mỹ (m. 1982)
- 1914 – Jerry Siegel, họa sĩ vẽ tranh biếm hoạ người Mỹ (m. 1996)
- 1915 – Arthur Miller, nhà soạn kịch người Mỹ (m. 2005)
- 1917 – Sumner Locke Elliott, tiểu thuyết gia người Mỹ (m. 1991)
- 1917 – Marsha Hunt (diễn viên), nữ diễn viên
- 1918 – Rita Hayworth, nữ diễn viên (m. 1987)
- 1918 – Ralph Wilson, chủ sở hữu của Buffalo Bills
- 1919 - Isaak Markovich Khalatnikov, nhà vật lý học Nga
- 1920 – Miguel Delibes, nhà văn người Tây Ban Nha
- 1920 – Montgomery Clift, diễn viên người Mỹ (m. 1966)
- 1921 – Tom Poston, diễn viên, diễn viên hài (m. 2007)
- 1921 – Maria Gorokhovskaya, thể dục của Liên Xô (m. 2001)
- 1922 – Pierre Juneau, nhà điều hành phim truyền hình Canada
- 1922 – Luiz Bonfá, nhà soạn nhạc người Brasil (m. 2001)
- 1923 – Charles McClendon, huấn luyện viên bóng đá người Mỹ (m. 2001)
- 1923 – Barney Kessel, nhạc sĩ người Mỹ (m. 2004)
- 1926 – Julie Adams, nữ diễn viên phim người Mỹ
- 1926 – Beverly Garland, nữ diễn viên (m. 2008)
- 1930 – Robert Atkins, nhà dinh dưỡng học người Mỹ (m. 2003)
- 1930 – Jimmy Breslin, phóng viên và tác gia người Mỹ
- 1931 – Ernst Hinterberger, nhà văn Áo
- 1933 – Jeanine Deckers, nữ tu người Bỉ (m. 1985)
- 1934 – Johnny Haynes, cầu thủ bóng đá Anh (m. 2005)
- 1935 – Sydney Chapman, chính khách và kiến trúc sư
- 1936 – Onoda Kanamori, địa chấn học Nhật Bản
- 1937 – Paxton Whitehead, diễn viên người Anh
- 1938 – Evel Knievel, tay đua xe gắn máy mạo hiểm người Mỹ (m. 2007)
- 1940 – Peter Stringfellow, chủ sở hữu hộp đêm Anh
- 1940 – Jim Smith, cầu thủ bóng đá và quản lý Anh
- 1941 – Earl Thomas Conley, ca sĩ
- 1941 - Jim Seals, ca sĩ người Mỹ (Seals và Crofts)
- 1942 – Gary Puckett, nhạc sĩ người Mỹ
- 1942 – Steve Jones, cầu thủ bóng rổ
- 1946 – Sir Cameron Mackintosh, nhà sản xuất chương trình sân khấu Anh
- 1946 – Adam Michnik, nhà hoạt động Ba Lan
- 1946 – Bob Seagren, nữ vận động viên
- 1946 – Michael Hossack, nhạc sĩ người Mỹ (Brothers Doobie)
- 1946 – Drusilla Modjeska, nhà văn và biên tập viên Úc
- 1947 – Gene xanh, chính khách người Mỹ
- 1947 – Michael McKean, diễn viên người Mỹ
- 1948 – Margot Kidder, nữ diễn viên người Canada
- 1948 – George Wendt, diễn viên người Mỹ
- 1948 – Robert Jordan, tiểu thuyết gia người Mỹ (m. 2007)
- 1950 – Howard Rollins, diễn viên người Mỹ (m. 1996)
- 1951 – Roger Pontare, ca sĩ Thụy Điển
- 1954 – Carlos Buhler, vận động viên leo núi người Mỹ
- 1955 – Georgios Alogoskoufis, chính khách Hy Lạp
- 1956 – Mae Jemison, nữ du hành vũ trụ
- 1956 – Patrick McCrory, chính khách người Mỹ
- 1957 – Lawrence Bender, người Mỹ sản xuất phim
- 1957 – Steve McMichael, cầu thủ bóng đá người Mỹ
- 1958 – Alan Jackson, ca sĩ, nhạc sĩ
- 1959 – Ron Drummond, nhà văn người Mỹ
- 1959 – Norm Macdonald, diễn viên hài, diễn viên người Canada
- 1959 – Mark Peel, nhà sử học tại Úc
- 1959 – Richard Roeper, nhà phê bình phim người Mỹ
- 1959 – Russell Gilbert, diễn viên hài người Úc
- 1960 – Rob Marshall, nữ giám đốc
- 1960 – Guy Henry, diễn viên người Anh
- 1962 – Mike Judge, họa sĩ vẽ tranh biếm hoạ, nhà làm phim và diễn viên thoại người Mỹ
- 1963 – Sergio Goycochea, cầu thủ bóng đá Argentina
- 1965 – Aravinda de Silva, cầu thủ cricket Sri Lanka
- 1966 – Mark Gatiss, diễn viên, nhà văn người Anh
- 1966 – Tommy Kendall, đua xe và phát thành viên truyền hình người Mỹ
- 1966 – Danny Ferry, cầu thủ bóng rổ
- 1967 – René dif, nhạc sĩ người Đan Mạch (Aqua)
- 1968 – Ziggy Marley, nhạc sĩ người Jamaica
- 1969 – Wood Harris, diễn viên người Mỹ
- 1969 – Ernie Els, vận động viên golf Nam Phi
- 1969 – Rick Mercer, diễn viên hài người Canada
- 1970 – Anil Kumble, cầu thủ cricket Ấn Độ
- 1970 – John Mabry, cầu thủ bóng chày
- 1970 – Blues Saraceno, diễn đàn ghita
- 1971 – Chris Kirkpatrick, ca sĩ ('N Sync)
- 1972 – Eminem, ca sĩ nhạc rap, nhà sản xuất, diễn viên Mỹ
- 1972 – Tarkan, ca sĩ Thổ Nhĩ Kỳ
- 1972 – Wyclef Jean, ca sĩ sinh tại Haiti
- 1972 – Sharon Leal, nữ diễn viên
- 1972 – Joe McEwing, cầu thủ bóng chày
- 1974 – Matthew Macfadyen, diễn viên người Anh
- 1974 – Ariel Levy, nhà văn nữ người Mỹ
- 1974 – Janne Puurtinen, Phần Lan keyboard (HIM)
- 1974 – John Rocker, cầu thủ bóng chày
- 1975 – Francis Bouillon, diễn viên khúc côn cầu
- 1976 – Sebastián Abreu, cầu thủ bóng đá Uruguay
- 1977 – Dudu Aouate, cầu thủ bóng đá Israel
- 1977 – Bryan Bertino, đạo diễn phim và kịch
- 1979 – Marcela Bovio, ca sĩ, nghệ sĩ vĩ cầm Mexico (Stream of Passion)
- 1979 – Kimi Räikkönen, lái xe đua Phần Lan
- 1979 – Kostas Tsartsaris, cầu thủ bóng rổ Hy Lạp
- 1980 – Ekaterina Gamova, cầu thủ bóng chuyền Nga
- 1980 – Alessandro Piccolo, tay đua xe người Ý
- 1982 – Nick Riewoldt, cầu thủ bóng đá Úc
- 1983 – Daniel Booko, diễn viên người Mỹ
- 1983 – Ivan Saenko, cầu thủ bóng đá Nga
- 1984 – Jelle Klaasen, vận động viên chơi phi tiêu Hà Lan
- 1984 – Chris Lowell, diễn viên người Mỹ
- 1984 – Randall Munroe, họa sĩ vẽ tranh biếm hoạ người Mỹ
- 1985 – Baran Kosari, nữ diễn viên Iran
- 1987 – Bea Alonzo, nữ diễn viên Philippines
- 1987 – Jarosław Fojut, cầu thủ bóng đá Ba Lan
- 1992 – Sam Concepcion, người biểu diễn và diễn viên Philippines

## Mất
- Năm 33 sau Công Nguyên - Agrippina the Elder , vợ La Mã của Germanicus (14 TCN)
- 532 – Giáo hoàng Bônifaciô II
- 866 - Al-Musta'in , Abbasid caliph (sinh năm 836)
- 1271 - Steinvör Sighvatsdóttir , nhà thơ và nhà quý tộc Iceland
- 1277 – Beatrix xứ Valkenburg, Vương hậu Đức (bc 1254)
- 1346 - John Randolph, Bá tước thứ 3 xứ Moray
- 1346 - Maurice de Moravia, Bá tước Strathearn
- 1456 - Nicolas Grenon , nhà soạn nhạc người Pháp (sinh năm 1375)
- 1485 - John Scott của Scott's Hall , Người quản lý các cảng Cinque
- 1552 - Andreas Osiander , nhà thần học Tin lành người Đức (sinh năm 1498)
- 1575 - Gaspar Cervantes de Gaeta , hồng y người Tây Ban Nha (sinh năm 1511)
- 1586 - Philip Sidney , cận thần, nhà thơ và tướng quân người Anh (sinh năm 1554)
- 1587 - Francesco I de 'Medici, Đại công tước Tuscany (sinh năm 1541)
- 1616 - John Pitts , linh mục và học giả người Anh (sinh năm 1560)
- 1660 - Adrian Scrope , đại tá và chính trị gia người Anh (sinh năm 1601)
- 1673 - Thomas Clifford, Nam tước Clifford thứ nhất của Chudleigh , chính trị gia người Anh, Thủ quỹ Tối cao của Anh (sinh năm 1630)
- 1690 - Margaret Mary Alacoque , nhà thần bí người Pháp (sinh năm 1647)
- 1757 - René Antoine Ferchault de Réaumur , nhà côn trùng học và học thuật người Pháp (sinh năm 1683)
- 1776 - Pierre François le Courayer , nhà thần học Pháp-Anh và tác giả (sinh năm 1681)
- 1780 - William Cookworthy , dược sĩ và bộ trưởng người Anh (sinh năm 1705)
- 1781 - Edward Hawke, Nam tước Hawke thứ nhất , Đô đốc người Anh (sinh năm 1705) [15]
- 1786 - Johann Ludwig Aberli , họa sĩ và nhà minh họa người Thụy Sĩ (sinh năm 1723)
- 1806 - Jean-Jacques Dessalines , chỉ huy và chính trị gia Haiti, Toàn quyền Haiti (sinh năm 1758)
- 1836 - Orest Kiprensky , họa sĩ người Nga (sinh năm 1782)
- 1837 - Johann Nepomuk Hummel , nghệ sĩ piano và nhà soạn nhạc người Áo (sinh năm 1778)
- 1849 - Frédéric Chopin , nghệ sĩ piano và nhà soạn nhạc người Ba Lan (sinh năm 1810)
- 1868 - Laura Secord , nữ anh hùng chiến tranh Canada (sinh năm 1775)
- 1887 - Gustav Kirchhoff , nhà vật lý và hóa học người Đức (sinh năm 1824)
- 1888 – Marie Amelie xứ Baden, Công tước phu nhân xứ Hamilton.
- 1889 - Nikolay Chernyshevsky , triết gia và nhà phê bình người Nga (sinh năm 1828)
- 1893 - Patrice de MacMahon, Công tước xứ Magenta , tướng lĩnh và chính trị gia người Pháp, Tổng thống thứ 3 của Pháp (sinh năm 1808)
- 1910 - Julia Ward Howe , nhà thơ và nhạc sĩ người Mỹ (sinh năm 1819)
- 1918 - Malak Hifni Nasif , nhà thơ và tác giả Ai Cập (sinh năm 1886)
- 1928 - Frank Dicksee , họa sĩ và nhà minh họa người Anh (sinh năm 1853)
- 1931 - Alfons Maria Jakob , nhà thần kinh học và học thuật người Đức (sinh năm 1884)
- 1937 - J. Bruce Ismay , doanh nhân người Anh (sinh năm 1862)
- 1938 - Karl Kautsky , nhà báo, nhà triết học và nhà lý thuyết người Đức gốc Séc (sinh năm 1854)
- 1948 - Royal Cortissoz , nhà phê bình nghệ thuật người Mỹ (sinh năm 1869)
- 1955 - Dimitrios Maximos , chủ ngân hàng và chính trị gia người Hy Lạp (sinh năm 1873)
- 1956 - Anne Crawford , nữ diễn viên người Anh gốc Israel (sinh năm 1920)
- 1957 - Wilhelmina Hay Abbott , nhà đấu tranh cho nữ quyền và đau khổ người Scotland (sinh năm 1884) [16]
- 1958 - Paul Outerbridge , nhiếp ảnh gia người Mỹ (sinh năm 1896)
- 1958 - Charlie Townsend , vận động viên cricket và luật sư người Anh (sinh năm 1876)
- 1962 - Natalia Goncharova , họa sĩ người Nga, nhà thiết kế trang phục và nhà thiết kế đồ bộ (sinh năm 1882)
- 1963 - Jacques Hadamard , nhà toán học và học thuật người Pháp (sinh năm 1865)
- 1965 - Bart King , vận động viên cricket người Mỹ (sinh năm 1873)
- 1966 - Sidney Hatch , vận động viên và lính Mỹ (sinh năm 1883)
- 1966 - Wieland Wagner , giám đốc và quản lý người Đức (sinh năm 1917)
- 1967 - Phổ Nghi , hoàng đế Trung Quốc (sinh năm 1906)
- 1970 - Pierre Laporte , nhà báo, luật sư và chính trị gia người Canada (sinh năm 1921)
- 1970 - Vola Vale , nữ diễn viên người Mỹ (sinh năm 1897)
- 1970 - Quincy Wright , nhà khoa học chính trị và học giả người Mỹ (sinh năm 1890)
- 1972 - Turk Broda , huấn luyện viên và vận động viên khúc côn cầu trên băng người Canada (sinh năm 1914)
- 1972 - George, Thái tử Serbia (1887)
- 1973 - Ingeborg Bachmann , tác giả và nhà thơ người Áo (sinh năm 1926)
- 1978 - George Clark , tay đua xe hơi người Mỹ (1890)
- 1978 - Giovanni Gronchi , nhà giáo dục, quân nhân và chính trị gia người Ý , Tổng thống thứ 3 của Cộng hòa Ý (sinh năm 1887)
- 1979 - SJ Perelman , nhà viết kịch bản và hài hước người Mỹ (sinh năm 1904)
- 1979 - John Stuart , diễn viên người Anh gốc Scotland (sinh năm 1898)
- 1979 - Eugenio Mendoza , ông trùm kinh doanh người Venezuela (sinh năm 1909)
- 1981 - Kannadasan tác giả, nhà thơ và nhạc sĩ người Ấn Độ (sinh năm 1927)
- 1981 - Albert Cohen , công chức người Thụy Sĩ gốc Hy Lạp và là tác giả (sinh năm 1895)
- 1981 - Lina Tsaldari , chính trị gia người Hy Lạp (sinh năm 1887)
- 1983 - Raymond Aron , nhà xã hội học, nhà khoa học chính trị và nhà triết học người Pháp (sinh năm 1905)
- 1987 - Abdul Malek Ukil , luật sư và chính trị gia người Bangladesh (sinh năm 1925)
- 1991 - Tennessee Ernie Ford , ca sĩ và diễn viên người Mỹ (sinh năm 1919)
- 1992 - Herman Johannes , nhà khoa học, học giả và chính trị gia người Indonesia (sinh năm 1912)
- 1992 - Orestis Laskos , diễn viên, đạo diễn và nhà biên kịch người Hy Lạp (sinh năm 1908)
- 1993 - Criss Oliva , nghệ sĩ guitar và nhạc sĩ người Mỹ (sinh năm 1963)
- 1996 - Chris Acland , nhạc sĩ người Anh và tay trống của Lush (sinh năm 1966)
- 1996 – Lê Công Tuấn Anh, diễn viên điện ảnh Việt Nam (s. 1967)
- 1997 - Larry Jennings , ảo thuật gia và tác giả người Mỹ (sinh năm 1933)
- 1998 - Joan Hickson , nữ diễn viên người Anh (sinh năm 1906)
- 1998 - Hakim Said , học giả và chính trị gia người Pakistan, Thống đốc thứ 20 của Sindh (sinh năm 1920)
- 1999 - Nicholas Metropolis , nhà toán học và vật lý người Mỹ gốc Hy Lạp (sinh năm 1915)
- 2000 - Leo Nomellini , cầu thủ và đô vật bóng đá người Mỹ gốc Ý (sinh năm 1924)
- 2000 - Joachim Nielsen , ca sĩ, nhạc sĩ và nhà thơ người Na Uy (sinh năm 1964)
- 2001 - Jay Livingston , ca sĩ kiêm nhạc sĩ người Mỹ (sinh năm 1915)
- 2001 - Micheline Ostermeyer , vận động viên ném bóng người Pháp, vận động viên ném đĩa và nghệ sĩ dương cầm (sinh năm 1922)
- 2001 - Rehavam Ze'evi , nhà sử học, tướng lĩnh và chính trị gia người Israel, Bộ trưởng Du lịch Israel (sinh năm 1926)
- 2002 - Derek Bell , nghệ sĩ đàn hạc và nhà soạn nhạc người Ireland (sinh năm 1935)
- 2004 - Uzi Hitman , ca sĩ kiêm nhạc sĩ người Israel (sinh năm 1952)
- 2006 - Daniel Emilfork , diễn viên người Pháp gốc Chile (sinh năm 1924)
- 2006 - Christopher Glenn , nhà báo người Mỹ (sinh năm 1938)
- 2007 - Joey Bishop , diễn viên người Mỹ và người dẫn chương trình trò chuyện (sinh năm 1918)
- 2007 - Teresa Brewer , ca sĩ người Mỹ (sinh năm 1931)
- 2007 - Suzy Covey , học giả và viện sĩ người Mỹ (sinh năm 1939)
- 2008 - Urmas Ott , nhà báo và tác giả người Estonia (sinh năm 1955)
- 2008 - Levi Stubbs , ca sĩ người Mỹ (sinh năm 1936)
- 2008 - Ben Weider , doanh nhân người Canada, đồng sáng lập Liên đoàn Thể hình & Thể hình Quốc tế (sinh năm 1923)
- 2009 - Norma Fox Mazer , tác giả và nhà giáo dục người Mỹ (sinh năm 1931)
- 2009 - Vic Mizzy , nhà soạn nhạc người Mỹ (sinh năm 1916)
- 2011 - Carl Lindner, Jr. , doanh nhân người Mỹ (sinh năm 1919)
- 2012 - Milija Aleksic , cầu thủ bóng đá Anh-Nam Phi (sinh năm 1951)
- 2012 - Émile Allais , vận động viên trượt tuyết người Pháp (sinh năm 1912)
- 2012 - Henry Friedlander , nhà sử học và tác giả người Mỹ gốc Đức (sinh năm 1930)
- 2012 - Stanford R. Ovshinsky , nhà khoa học và doanh nhân người Mỹ, đồng sáng lập Thiết bị chuyển đổi năng lượng (sinh năm 1922)
- 2012 - Kōji Wakamatsu , đạo diễn, nhà sản xuất và biên kịch người Nhật Bản (sinh năm 1936)
- 2013 - Mẹ Antonia , nữ tu sĩ và nhà hoạt động người Mỹ gốc Mexico (sinh năm 1926)
- 2013 - Terry Fogerty , cầu thủ và huấn luyện viên bóng bầu dục người Anh (sinh năm 1944)
- 2013 - Arthur Maxwell House , nhà thần kinh học và chính trị gia người Canada, Thống đốc thứ 10 của Newfoundland và Labrador (sinh năm 1926)
- 2013 - Lou Scheimer , nhà làm phim hoạt hình, nhà sản xuất và diễn viên lồng tiếng người Mỹ, đồng sáng lập Công ty Điện ảnh (sinh năm 1928)
- 2013 - Rene Simpson , vận động viên quần vợt người Mỹ gốc Canada (sinh năm 1966)
- 2014 - Edwards Barham , nông dân và chính trị gia người Mỹ (sinh năm 1937)
- 2014 - Masaru Emoto , tác giả và nhà hoạt động Nhật Bản (sinh năm 1943)
- 2014 - Tom Shaw , giám mục người Mỹ (sinh năm 1945)
- 2014 - Berndt von Staden , nhà ngoại giao Đức , Đại sứ Đức tại Hoa Kỳ (sinh năm 1919)
- 2015 - Danièle Delorme , nữ diễn viên và nhà sản xuất người Pháp (sinh năm 1926)
- 2015 - Howard Kendall , cầu thủ và quản lý bóng đá người Anh (sinh năm 1946)
- 2015 - Anne-Marie Lizin , luật sư và chính trị gia người Bỉ (sinh năm 1949)
- 2015 - Tom Smith , doanh nhân và chính trị gia người Mỹ (sinh năm 1947)
- 2017 - Gord Downie , nhạc sĩ người Canada (sinh năm 1964)
- 2019 - Lê Hải An, Thứ trưởng Bộ Giáo dục và đào tạo (s. 1971)

## Những ngày lễ và kỷ niệm
- Ngày Thế giới chống đói nghèo